# Cytosphaera mangiferae
Cytosphaera mangiferae är en svampart som beskrevs av Died. 1916. Cytosphaera mangiferae ingår i släktet Cytosphaera, divisionen sporsäcksvampar och riket svampar.   Inga underarter finns listade i Catalogue of Life.